# Чорно-бура лисиця
Чорно-бура лисиця, також чорнобурка, — морфа звичайної лисиці, яка використовується у тваринництві для отримання хутра, з якого роблять одяг, наприклад шубу-чорнобурку.

## Опис
Чорнобурка досить варіабельна в забарвленні: деякі лисиці повністю чорні з білим кінчиком хвоста, інші сірі з блакитним або бурим відтінком, треті з боків попелясті. Рудого волосся не має. Іноді буває сивина.

## Поширення
У Північній Америці чорнобурка зустрічається головним чином в північній частині континенту. В XIX столітті ці лисиці іноді надходили до Лабрадору, Мадлену і скелясті регіони Пенсільванії, а також до диких районів Нью-Йорка. Іноді, в штаті Нью-Йорк, зустрічалася плямиста чорнобурка. Чорнобурки становлять понад 8 % популяції звичайної лисиці на території Канади.

## Чорнобурка вгеральдиціта культурі
Дві чорно-бурі лисиці служать у ролі опори на гербі острова Принца Едуарда. Геральдичні лисиці символізують принциповість, розум і мудрість. На гербі острова Принца Едуарда означає натхнення, винахідливість і завзятість.
У Вологодській області, на гербі міста Тотьма, який став відомий своїми картушами, зображена чорнобурка, а також чорна лисиця присутня на гербі міста Сургут Ханти-Мансійського автономного округу, Росія.
Чорно-бурий лис Доміно став одним із героїв «Розповідей про тварин» американського письменника Ернеста Сетон-Томпсона («Доміно. Історія одного чорно-бурого лиса»). У 1973 р. на кіностудії «Київнаукфільм» за мотивами твору було знято художній фільм «Доміно», режисер Ігор Негреску.